# Alexei Wladimirowitsch Kainarow
Alexei Wladimirowitsch Kainarow (russisch Алексей Владимирович Кайнаров; * 1. April 1979) ist ein ehemaliger russischer Handballspieler.
Der 1,85 Meter große und 85 Kilogramm schwere linke Außenspieler stand bei Sarja Kaspija Astrachan unter Vertrag. Mit diesem Verein spielte er in den Spielzeiten 2000/01 bis 2006/07 sowie 2008/09 und 2009/10 im EHF-Pokal, 2007/08 in der EHF Champions League und 1999/2000 sowie 2007/08 im Europapokal der Pokalsieger.
Alexei Kainarow erzielte in mindestens 59 Länderspielen für die russische Nationalmannschaft 76 Tore. Bei der Europameisterschaft 2010 erzielte er elf Tore in sechs Einsätzen.